# Institution correctionnelle de Columbia (Wisconsin)
Columbia Correctional Institution
L'institution correctionnelle de Columbia (en anglais : Columbia Correctional Institution) est un établissement correctionnel américain à sécurité maximale pour hommes adultes situé à Portage, dans le comté de Columbia, dans l’État du Wisconsin. L'établissement est géré par la division des établissements pour adultes du Wisconsin Department of Corrections (en).
La capacité actuelle est de 541 hommes. La population quotidienne moyenne pour l'exercice 2018 était de 830. Larry Fuchs, le directeur, occupe ce poste depuis avril 2020.

## Histoire
L'installation a été construite sur 110 acres (44,5 hectares, 0,4 km2), au coût de 38 600 000 $. Il a une superficie de 27 acres (10,9 hectares, 0,1 km2) à l'intérieur de la clôture d'enceinte. La prison a ouvert ses portes en mai 1986, avec une capacité initiale de 450 détenus logés dans des cellules à lit simple. En 1997, une caserne de 150 lits a été construite pour les détenus à sécurité minimale et, au fil du temps, de nombreuses cellules à lit simple ont été converties en cellules à lit double.
En 1988, une sculpture intitulée Chromatic Fragments — Vortex to the Sky de l'artiste et professeur d'art de l'Université de l'Illinois Christiane Martens a été installée dans le parking de la prison. La sculpture en acier peint de 20 pieds (6,1 m) de haut a coûté 50 000 $.
En 2007, une femme membre du personnel a été accusée d'avoir eu des relations sexuelles avec des détenus de la prison. Elle n'a pas contesté une moindre accusation. En 2008, une femme agent de correction a été accusée de plusieurs chefs d'agression sexuelle au second degré. L'usage de la force n'a été allégué dans aucune des deux situations, mais la loi du Wisconsin n'autorise pas les prisonniers à consentir à des relations sexuelles avec le personnel pénitentiaire. La peine peut aller jusqu'à 40 ans de prison et une forte amende.
En 2020, deux détenus se sont évadés de la partie à sécurité maximale de la prison. James Newman et Thomas Deering ont tous deux utilisé des vêtements et des tapis de yoga pour escalader les 2 clôtures de haute sécurité de 45 pieds. Alors que l'une des clôtures de sécurité était censée être une « clôture paralysante » éclectique, elle n'était pas opérationnelle à l'époque. Cela n'aide pas non plus qu'en raison de l'acte 10 et du manque de personnel, toutes les 5 tours de guet destinées à surveiller la clôture, sauf 1, étaient sans pilote au moment de l'évasion. Les deux détenus ont réussi à franchir les deux clôtures et à se rendre dans l'Illinois avant d'être capturés.

## Bâtiments et terrains
La CCI a douze unités de logement au total, six populations générales, deux SMU (unité spéciale de gestion [psych]), deux ségrégations (plus une unité de logement est la moitié pour le seg SMU et les maisons d'accueil et d'orientation min / med sécurité seg si pas mis à DS2 ou DS1), une caserne de 150 lits et une cellule R&O de 13 cellules (réception et orientation). L'installation est censée avoir dix zones de vie avec 50 cellules chacune et une caserne de 150 lits

## Détenus notables
Certaines personnes notoires qui ont été incarcérées à la CCI comprennent :

### Actuels
- Joseph Hunter, tueur à gages[6]

### Anciens détenus
- Filemon Amaro : Fusillade dans la salle d'audience du comté de Waukesha en 1978 qui a tué deux adjoints du shérif.
- Brendan Dassey (1989-), meurtrier condamné américain.
- James Oswald, reconnu coupable d'une série de crimes au milieu des années 1990 qui comprenait des enlèvements, des vols de banque, blessant deux officiers et tuant le capitaine de police de Waukesha James Lutz
- Christopher Scarver (1969-), meurtrier reconnu coupable qui, en prison, a battu à mort Jeffrey Dahmer et Jesse Anderson

### Détenus assassinés dans l'établissement
- Jesse Anderson (1957-1994), meurtrier : battu à mort par Christopher Scarver
- Jeffrey Dahmer (1960-1994), tueur en série ; battu à mort par Christopher Scarver